# Irene di Trebisonda
Irene di Trebisonda (fl. XIV secolo) era un'imperatrice consorte di Trebisonda, moglie dell'imperatore bigamo Basilio di Trebisonda. Ebbe una posizione importante nella reggenza del figlio Alessio III di Trebisonda nel 1341-1352.

## Biografia
Non si sa molto della prima vita di Irene prima che diventasse l'amante di Basilio; "lo storico bizantino la definisce una cortigiana, ma il cronista trapezuntino la definisce una signora di Trebisonda", scrive William Miller. Ebbe due figli da lui prima che questi la sposasse nel 1339. Questo matrimonio suscitò molte proteste da parte del Patriarca di Costantinopoli, Giovanni XIV Kalekas. Il loro matrimonio durò solo circa nove mesi prima che lui morisse dopo una breve malattia; Miller scrive inoltre: "Si mormorava che l'imperatrice abbandonata lo avesse ucciso in segreto, e la sua condotta dava un certo peso al sospetto, poiché era evidentemente pronta a trarre profitto dalla sua morte". "Irene Paleologa, la cosiddetta "imperatrice abbandonata", e i suoi sostenitori presero immediatamente il potere e mandarono Irene di Trebisonda con i suoi due giovani figli, Alessio e Giovanni, a Costantinopoli, al sicuro del padre di Irene Paleologa, Andronico III Paleologo.
Mentre Irene e i figli erano in esilio, Trebisonda fu testimone di rivoluzioni di palazzo, sia a Trebisonda (guerra civile trapezuntina) sia a Costantinopoli (guerra civile bizantina). Il governo bizantino della reggenza a Giovanni V Paleologo sostenne lo zio del defunto marito, Michele di Trebisonda, e anche il cugino di Basilio, Giovanni III di Trebisonda, nelle loro aspirazioni al potere a Trebisonda, ma quando Giovanni VI Cantacuzeno vinse la guerra civile bizantina, diede il suo appoggio a una candidatura al trono per conto del figlio di Irene, Giovanni. L'altro figlio di Irene, Alessio, non è menzionato dopo la sua partenza da Trebisonda e potrebbe essere morto poco dopo essere arrivato a Costantinopoli. Questa candidatura al trono fu sostenuta da Niceta Scolario, il capo del potente famiglia degli Scholarioi che Michele si era inimicato. La candidatura ebbe successo e rovesciò il governo debole e violento di Michele, portando sul trono il figlio di Irene, che prese il nome di Alessio.
L'ascesa di Alessio all'età di 13 anni segnò anche l'inizio del potere di Irene nel governo di Trebisonda. Presumibilmente lottò per il potere con i nobili e soprattutto con la famiglia dei Doraniti, che guidarono una rivolta senza successo nella capitale quando Alessio non era ancora salito al trono da sei mesi. Anche se la ribellione fu sedata, il figlio Alessio si ritirò per sicurezza nel castello-fortezza di Tripoli. Nel 1341 accompagnò una spedizione in Limnia con Michele Panareto e prese la città dal ribelle Constantino Doranita. Nel gennaio 1352 partecipò ad una seconda campagna guidata dal figlio contro il Pinkernēs (coppiere) Giovanni Tzanichites, che si era impadronito con la forza del suo castello del feudo do origine della sua famiglia di Tzanicha.
Dopo questo punto in avanti, la presenza di Irene nella documentazione storica diventa più intermittente. Nel 1367 accompagnò il figlio Alessio in occasione del matrimonio della nipote Anna con il re di Georgia. Fu presente anche al battesimo del pronipote Basilio, ribattezzato poi Alessio IV di Trebisonda, nel 1382, e questa è l'ultima volta che viene menzionata nella storia. Non si sa cosa le successe in seguito.

## Discendenza
I figli di Irene con Basilio di Trebisonda, furono:
- Anna, che sposò Andrei Konstantinovich, Granduca di Nizhny Novgorod-Suzdal nel 1343.
- Alessio di Trebisonda (1327-c. 1349)
- Giovanni, in seguito ribattezzato Alessio III (1338-1390)
- Maria, che sposò Qutlugh Fakhr al-Din, emiro di Ak Koyunlu nel 1352.[11]
- Teodora, che sposò Hajji 'Umar, emiro di Calibia (in turco Hacıemir) nel 1358.[12]